# سعاد الصباح
سعاد محمد صباح المحمد الصباح (22 مايو 1942 -)، شاعرة وكاتبة وناقدة كويتية حاصلة على درجة الدكتوراه في الاقتصاد والعلوم السياسية، وهي المؤسسة «لدار سعاد الصباح للنشر والتوزيع» عام 1985. تجيد اللغتين الإنجليزية والفرنسية بالإضافة للغتها العربية الأم. تم تكريمها في العديد من الدول لإصداراتها الشعرية وإنجازاتها الأدبية ومقالاتها الاقتصادية والسياسية.

## النشأة والتعليم
هي سعاد بنت محمد بن صباح بن محمد الصباح حفيدة حاكم الكويت السادس، ولدت في 22 مايو 1942، في مدينة الزبير بالبصرة، في العراق؛ المكان الذي ولد فيه والدها أيضًا حيث هاجرت الأسرة بعد مقتل جدها الشيخ محمد الصباح . وتلقت تعليمها الأولي في ابتدائية حليمة السعدية بالبصرة ثم في الكويت «بمدرسة الخنساء»، وتعليمها الثانوي في «مدرسة المرقاب». حصلت على شهادة البكالوريوس في الاقتصاد والعلوم السياسية مع مرتبة الشرف من جامعة القاهرة في عام 1973.
حصلت على شهادة الماجستير من جامعة لندن في عام 1976، كما حصلت على شهادة الدكتوراه في الاقتصاد والعلوم السياسية من جامعة ساري جلفورد في لندن عام 1981، وكان عنوان رسالتها لشهادة الماجستير هو «التنمية والتخطيط في دولة الكويت»، ورسالتها لشهادة الدكتوراه حملت عنوان «التخطيط والتنمية في الاقتصاد الكويتي ودور المرأة» قدمتها باللغة الإنجليزية وترجمتها لاحقًا إلى اللغة العربية، وكانت بذلك أول كويتية تنال شهادة الدكتوراه في الاقتصاد باللغة الإنجليزية. وأكدت هذه الدراسة على ضرورة اعتماد منهج تخطيط طويل المدى يتحقق فيه هدفان مرتبط أحدهما بالآخر؛ أولهما الدعوة إلى إعداد إطار عام للتخطيط الإنمائي في ظل اقتصاد يعتمد على النفط ويستند إلى ضرورة إقامة قاعدة اقتصادية وقوى عاملة متوازنين، وثانيهما تقديم تحليل إحصائي تسجيلي عن موضوع الالتزام بالعمل بالنسبة للمرأة العاملة.

## الإصدارات

### الشعر
- ومضات باكرة – 1961.
- لحظات من عمري – 1961.
- من عمري – 1964.
- أمنية – 1971.
- إليك يا ولدي – 1982.
- فتافيت امرأة – 1986، ومن هذا الديوان غنت المغنية اللبنانية ماجدة الرومي قصيدة «كن صديقي» التي لحّنها ووزعها الموسيقار اللبناني عبدو منذر.
- في البدء كانت الأنثى – 1988.
- حوار الورد والبنادق – 1989.
- برقيات عاجلة إلى وطني – 1990.
- آخر السيوف – 1991.
- قصائد حب – 1992.
- امرأة بلا سواحل – 1994.
- خذني إلى حدود الشمس – 1997.
- القصيدة أنثى والأنثى قصيدة – 1999..
- والورود تعرف الغضب – 2005.
- رسائل من الزمن الجميل - 2006
- كلمات خارج حدود الزمن - 2008
- الشعر والنثر.. لك وحدك 2016
- قراءة في كف الوطن 2018
- وللعصافير أظافر تكتب الشعر
- أنت وأنا والليل 2023

### الأدب والتاريخ
- مجموعة مقالات «هل تسمحون لي أن أحب وطني»، 1990م.
- كتاب توثيقي تاريخي «صقر الخليج عبد الله المبارك الصباح»، 1995م.
- الشيخ مبارك الصباح مؤسس دولة الكويت الحديثة، 2007م
- تاريخ عبد الله مبارك الصباح في صور، 2015م
- مرت السنوات وما زالت كما هي الكلمات - مقالات - 2018
- الكويت في عهد عبد الله بن صباح الصباح (1866-1892) - 2018
- وتبقى شجرة الصداقة مثمرة - مقالات - 2019
- الكويت في عهد محمد بن صباح الصباح (1892-1896) - 2019
- الكويت في عهدَي جابر بن عبد الله الصباح الحاكم الثالث (1859 - 1814) و صباح بن جابر الصباح - الحاكم الرابع (1859-1866) - 2021
- تأسيس الكويت في عهدي صباح الأول وعبدالله الأول 2022.
- حقوق الإنسان في العالم المعاصر 1993.

### الاقتصاد
- التخطيط والتنمية في الاقتصاد الكويتي ودور المرأة – 1983 باللغة الإنجليزية.
- الكويت / أضواء على الاقتصاد – 1985.
- أوبك بين تجارب الماضي وملامح المستقبل – 1986.
- السوق النفطي الجديد – 1986.
- أزمة الموارد في الوطن العربي – 1989.
- مجموعة بحوث «المرأة الخليجية ومشاركتها في القوى العاملة» – 1990.

## نقد أشعارها
كَثُرَ في أشعارها حب الوطن وطلب حرية المرأة، تقول سعاد إن الكتابة عندها ليست عملاً مجانياً ولا عبثياً، ولا استعراضياً، بل «إنها عمل يستهدف التغييرَ بالدرجة الأولى، تغييرَ الإنسان العربي عقليا واجتماعيا»، وترى أنه «لا خير في كاتب يتسلى في الكتابة ولا يضعها في خدمة وطنه وأمته».

### الألوان
ذكرت سعاد اضطرارها إلى استعمال اللون للتعبير عن المعاني التي تعجز عنها الكلمات، وقالت «أنتهي من القصيدة أحياناً فأجد معانيَ عالقةً في الذهن لم تجد اللغة إليها طريقاً، فيكون ملاذها اللون»، فاق اللون الأسود في أشعارها على بقية الألوان، وهو يدلّ على الحزن والألم على فَقْد أحبائها، ذَكرتُه 32 مرة في دواوينها، ومن ذلك قولها «ودموعي في ضحى المأساة شلّالٌ سخينٌ وثيابي السود تنعاني لدنيا اليائسين»، ثم اللون الأخضر الذي يدلّ على الحياة، وقد ذُكر 23 مرة، قالت «قد سرقتني الحرب من طفولتي، واغتالت ابتسامتي، ومزّقت براءتي، واقتلعتْ أشجاريَ الخضراء»، ثم الأزرق (19 مرة) الدالّ على الصفاء، ثم الأحمر (11 مرة) فالبنفسجي (6 مرات) فالرمادي (4 مرات)، فالأصفر الذي يعني الذبول، ولم تستعمل اللون البني، غيرَ أنها أكثرت من استعمال كلمة القهوة في معاني اللقاءات الودية مع الأحباء.

### بعد غزو الكويت
ظلت سعاد الصباح وفيه لبيئتها الأولى التي عاشت فيها حيث طفولتها التي قضتها في مدينة الزبير ومدرستها الأولى التي احتضنتها في البصرة فكانت لها قصائد في مدح بساتين البصرة وشط العرب، والعراق، غيرَ أن بعض تلك القصائد قد عُدّلتْ بعض ألفاظها ومقاصدها بعد الغزو، فقصيدة «حب إلى سيف عراقي»، لم تنشر الا في ديوان وحيد هو «حوار الورد والبنادق» منع من النشر بعد التحرير، كما عُدّلت قصيدة «جسمي نخلة تشرب من شط العرب» فتغيّر لفظ الشط إلى البحر «جسمي نخلة تشرب من بحر العرب»، وقد ذكرت سعاد الصباح بعدئذٍ أنها لم تمدح صدام حسين، بل مدحت العراق والمرأة العراقية والتصدي العراقي لهجوم الخميني واحتلاله الفاو القريبة جداً من الكويت، وقالت “لم أكتب شعراً عن صدام حسين، أنفي أن أكون قد كتبت قصيدة مباشرة عنه. كتبت عن شعب العراق وعن المرأة العراقية، وعن الجيش العراقي… لم نقف مع العراق إلا بعد سقوط الفاو عام 1985. لم نكتب حرفاً عن العراق، إلا بعد أن وصلت النار إلى ثيابنا”، كتبت سعاد بعد الغزو قصيدة عتاب تخاطب فيها العراق:

### قصيدة «لا تنتقد خجلي»
نفت سعاد الصباح في كثير من حواراتها الشائعة التي تقول بأن قصيدة «لا تنتقد خجلي» رد على انتقاد الشاعر نزار قباني لها في إحدى المناسبات، تقول: «من المحزن أن تنتشر قصة خيالية تغيّر مناسبة كتابة القصيدة، وتمحو تفاصيلَها الحقيقية وتزعُم أنني كتبتها رداً على موقف مع الأستاذ نزار قباني، بعد أن أغضبني وطلب مني النزول من منصة الشعر وتعلُّم اللغة العربية... في أمسية هو لم يحضرها أصلاً. ولولا أنّ القصيدة بمناسبتها وحروفها ومشاعرها ونبضها تخصّ عبد الله المبارك لما كتبتُ توضيحاً، ولما أجهدتُ نفسي في ملاحقة الإشاعة لإطفائها... فالحكايةُ من أساسها خارج المنطق والعقل، والقصيدة لا علاقة لها من قريب أو بعيد بالأستاذ نزار قباني أو بالحادثة المزيفة التي تتناقلها وسائل التواصل بكل أنواعها... وهو المؤتمر الأدبي الذي أقيم في القاهرة وصعدت فيه المنبر مطلع التسعينيات بعد تحرير الكويت مباشرة فتحدثت فيه عن أثر الغزو على الكويت، وطالبت فيه بعودة الأسرى الكويتيين ولم أقرأ فيه أي قصيدة».

### دراسات في أشعارها
- توظيف اللون في شعر سعاد الصباح وفقاً لنظريّة ماكس لوشر، تأليف علي بيراني.[19]
- سعاد الصباح…دراسات فارسية مقارنة، تأليف أحمد حين البكر.[20]
- سعاد الصباح: دراسة جديدة، تأليف برهان بخاري.[21]
- الدكتورة سعاد الصباح. تأليف: محكي محمد سرحان.[22]
- الأنثى في شعر سعاد الصباح. تأليف: مروة إسماعيل.[23]
- سعاد الصباح بين الاستلاب والاغتراب. تأليف: سعيدة بنت خاطر الفارسي.[24]
- الجمال في شعر سعاد الصباح. تأليف: مروة إسماعيل.[25]
- سعاد الصباح الشعر والشاعرة، تأليف فاضل خلف.
- العزف على أوتار مشدودة، تأليف د. نبيل راغب.
- لغة التماس، تأليف محمود حيدر.
- سعاد الصباح الانتماء الحميم، تأليف فضل الأمين.
- النص والنص الغائب، تأليف عبدالملك مرتاض.
- وردة البحر وحرية الخيال الأنثوي، تأليف د. صلاح فضل.
- الزمن في شعر سعاد الصباح، تأليف محمود حيدر ومها خيربك.
- حمامة السلام، تأليف علي المسعودي.
- البناء اللغوي في شعر سعاد الصباح، تأليف د. تيسير النسور.
- العدول في شعر سعاد الصباح، تأليف د. عواد الحياوي.
- البنى الأسلوبية في شعر سعاد الصباح، تأليف محمد أبو هدبة.
- أعراف البناء الشعري عند سعاد الصباح، تأليف حمد الدوخي.
- سعاد الصباح عاشقة الوطن، مجموعة مؤلفين

-

## الأنشطة
بعدما أسست «دار سعاد الصباح للنشر والتوزيع» عام 1985 قامت بإعادة طبع مجلدات مجلة الرسالة الأدبية المكونة من 1020 نسخة صدرت بين عامي 1933 و1952، والتي كان يرأس تحريرها الأديب أحمد حسن الزيات. أسست كذلك مسابقات عدة لتشجيع الشباب العربي على الإبداع الأدبي والعلمي فبادرت في عام 1988 بتأسيس «جائزة سعاد الصباح للإبداع الفكري»، وجائزة باسم زوجها عبد الله المبارك الصباح وهي متخصصة بالإبداع العلمي، وجائزة خاصة بشباب الأرض المحتلة. بادرت أيضًا بتكريم الأدباء والمبدعين العرب الأحياء تقديرًا لأعمالهم وهم:
- المفكر عبد العزيز حسين - الكويت عام 1995.
- الشاعر إبراهيم العريض - البحرين - عام 1996.
- الشاعر العربي نزار قباني - سوريا عام 1998 في بيروت.
- الدكتور ثروت عكاشة - مصر- عام 2000 في مصر.
- الأمير عبد الله الفيصل - السعودية - عام 2001.
- د. عبد الكريم غلاب - المغرب - 2003
- غسان تويني - لبنان - 2007
- د. صالح العجيري - الكويت 2013
- د. الحبيب الجنحاني - تونس - 2017
- ابراهيم الكوني 2022

وكانت قد شاركت في اللجنة العليا لتحرير الكويت أثناء فترة الغزو العراقي للكويت عام 1990 من خلال استنجاد عدة منظمات عربية على التحرك ضد ذلك العدوان، وعقد المؤتمرات دفاعًا عن قضية وطنها ونشر وإصدار النشرات والكتب في كل من واشنطن ولندن وجنيف وبراغ، كما استأجرت في لندن محطةً إذاعيةً خاصة لذلك.

## العضويات
| - عضو رابطة الأدباء الكويتيين – الكويت. - عضو المجلس الاستشاري الأعلى للتربية – الكويت. - عضو اللجنة العليا لتدعيم التعليم - الكويت - عضو مركز المرأة للمعلومات بالجمعية النسائية الثقافية الاجتماعية – الكويت. - عضو جمعية الصحافيين والخريجين الكويتية – الكويت. - عضو جمعية الاقتصاديين الكويتية – الكويت - عضو رابطة الصداقة الكويتية الأمريكية – الكويت. - عضو مساند بمركز الدراسات العربية - بيروت. - عضو اللجنة التنفيذية للمنظمة العالمية للنساء المسلمات لجنوب شرق آسيا. - عضو الاتحاد العالمي لاقتصاديات الطاقة. - عضو مجلس الأمناء واللجنة التنفيذية لمنتدى الفكر العربي – عمّان. - عضو مجلس الأمناء بمركز الدراسات العبرية بجامعة اليرموك – عمّان. | - عضو جمعية علم الاجتماع – تونس. - عضو مجلس الأمناء لمؤسسة التعاون – جنيف. - عضو مركز الطاقة بجامعة ساري جلفورد - المملكة المتحدة - عضو المجلس الاستشاري للاتحاد الدولي لتنظيم الأسرة - لندن. - عضو مؤسس للمؤسسة الثقافية العربية – لندن. - عضو اللجنة التنفيذية لجمعية أوليف بادن الدولية للمرشدات – لندن. - عضو مجلس إدارة بحوث الشرق الأوسط والمعلومات – واشنطن. - عضو مؤسس للجنة التنفيذية لمنظمة حقوق الإنسان في الوطن العربي. - عضو مؤسس للمجلس العربي للطفولة والتنمية – القاهرة. - عضو مجلس الأمناء في المجلس الدولي حول التعليم لأغراض التدريس بارلينجتون - الولايات المتحدة. - رئيسة اللجنة الثقافية والاجتماعية / نادي الصيد والفروسية – الكويت. - رئيسة مجلس الإدارة بمكتب الاستشارات العملية – الكويت. |

## التكريم
| - درع جمعية الاقتصاديين الكويتية – الكويت. - جائزة الدولة التقديرية للآداب والفنون – الكويت. - وسام الثقافة التونسية – تونس. - درع الإبداع النسائي العربي من وزارة الثقافة التونسية – تونس. - درع التفوق من كلية الاقتصاد والعلوم السياسية بجامعة القاهرة – مصر. - درع عيد العلم من كلية الاقتصاد والعلوم السياسية بجامعة القاهرة – مصر. - وسام الاستحقاق اللبناني المذهب من الرئيس اللبناني – لبنان - الدرع التكريمي من مؤسسة التعاون الفلسطينية. | - الميدالية التكريمية الفضية من معهد العالم العربي – باريس. - درجة الزمالة من كلية سانت كاترين بجامعة أكسفورد – لندن. - رئيسة شرف لجمعية بيادر النسائية الكويتية الأمريكية – الكويت. - رئيسة فخرية لمركز الإبداع العلمي – البحرين. - الرئيسة الفخرية لجمعية الصداقة البريطانية الكويتية. - عضو شرف لجمعية متخرجي الجامعة الأمريكية – بيروت. - عضو شرف للمجمع الثقافي العربي – بيروت. - وسام الجمهورية الصنف الأكبر - تونس - الجائزة التقديرية لإسهاماتها الأدبية والثقافية - إدارة معرض باريس الدولي للكتاب الممثلة بنقابة الناشرين الفرنسيين |

كما كرمها المنتدى الثقافي المصري بإصدار مجلدين حملا عشرات البحوث والشهادات عن إبداعها الشعري وجهدها في مجال الثقافة وحقوق الإنسان، وكرمتها جامعة الكويت ممثلة بقسم اللغة العربية ومجموعة من المؤسسات والهيئات الكويتية والعربية في احتفالية «يوم الأديب الكويتي». واختيرت كضيفة شرف لمؤتمر المرأة العالمي الذي عقد في بكين عام 1995

## حياتها الأسرية
في 15 سبتمبر 1960 تزوجت من الشيخ عبد الله المبارك الصباح، وأنجبا:
- الشيخ مبارك (ولد عام 1961 وتوفي عام 1973)، وتُكنى سعاد الصباح باسم ابنها مبارك، فهي تُحبُّ أن يقال لها «أٌمّ مبارك»، بغير تكلّف.[27]
- الشيخ محمد (وزير دولة لشؤون مجلس الوزراء ووزير دولة لشؤون البلدية).
- الشيخ مبارك (بعد وفاة أخيه).
- الشيخة أمنية.
- الشيخة شيماء.